# Stockmihli Musikanten

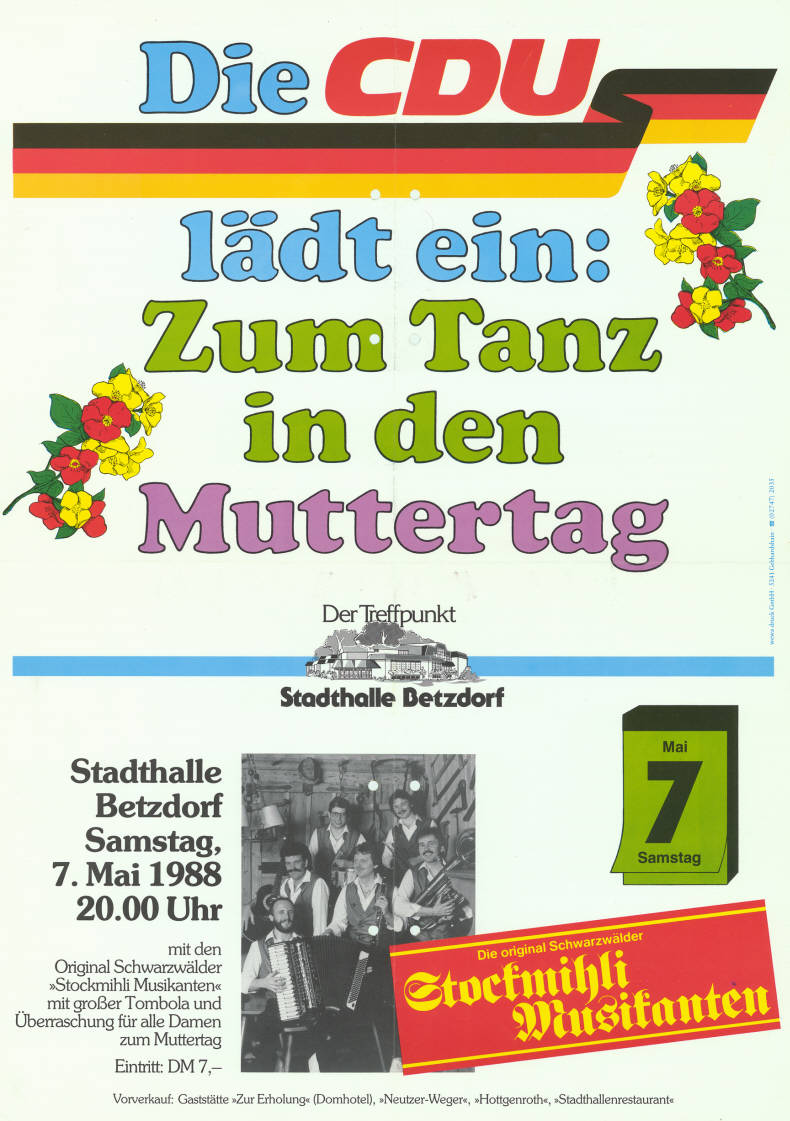
Veranstaltungsplakat mit den Stockmihli Musikanten

Die Stockmihli Musikanten, auch Original Schwarzwälder Stockmihli-Musikanten waren eine süddeutsche Volksmusikgruppe aus Bräunlingen.
Sie spielten Volksmusik im Schwarzwald-, Instrumental- und Schlagerstil. Die Gruppe bestand fast 50 Jahre lang, bevor sie sich 2005 auflöste. Bandleader war Daniel Fehrenbach, Schlagzeuger Bernhard Adrion, Posaune spielte Klaus Baader, Akkordeon Thomas Kleiser, Trompete Waldemar Jansen, Bass u. Gitarre Ernst Effinger. Alle beherrschten mehrere Instrumente. Sie spielten in zahlreichen Fernsehsendungen. In der Sendung Im Krug zum grünen Kranze mit Willy Seiler waren sie die „Hausband“, bekannte Hits waren „Guten Morgen“ oder „Rancherfest“. Musik spielten sie auch für die TV-Serie Schwarzwaldklinik.

## Diskografie (Auswahl)
- Viel Musik & wenig Worte (1987)
- Heimatmelodie (1985)
- Die original Schwarzwälder Stockmihli Musikanten: Spielen für jung und alt (Lorelei LOR 19988 LL; 1981)